# TIAA
TIAA (Teachers Insurance and Annuity Association, anciennement TIAA-CREF Teachers Insurance and Annuity Association of America—College Retirement Equities Fund) est une entreprise d'assurance et de Fonds de placement américaine. L'entreprise assure plus de 3 millions personnes et 15 000 institutions éducatives, médicales, laboratoires de recherches, école privés, associations à but non lucratif... Certaines opérations financières sont à but non lucratif.
En 2008, Roger W. Ferguson, Jr. est le directeur général. L'entreprise est 84e dans le classement des plus grandes entreprises américaines en 2005.

## Historique
La Carnegie Foundation for the Advancement of Teaching créée en 1905 par Andrew Carnegie pour donner une pension aux chercheurs. CREF s'associe à Henry S. Pritchett, Teachers Insurance and Annuity Association of America (TIAA).
Le 7 septembre 2008 Herbert M. Allison (ancien directeur du TIAA-CREF) est choisi par le gouvernement pour faire le sauvetage de Fannie Mae.
En avril 2014, TIAA-CREF acquiert Nuveen Investments, un fonds d'investissement, pour 6,25 milliards de dollars. Nuveen Investments gère au moment de ce rachat 221 milliards de dollars d'actifs.
En aout 2016, TIAA annonce l'acquisition d'EverBank, une banque en ligne basée à Jacksonville en Floride, pour 2,5 milliards de dollars, dans le but de la fusionner avec son activité bancaire qui est de faible taille.

## Financement
- 529 plan (aide à l'éducation dans les lycées)
- Roth IRA
- Individual Retirement Account (IRA)
- Coverdell Education Savings Account

## Autres activités
- Sponsor l'Équipe cycliste Garmin Chipotle (2005-2006)